# Тарасенко, Виктор Григорьевич
Виктор Григорьевич Тарасенко — советский хозяйственный, государственный и политический деятель, Герой Социалистического Труда.

## Биография
Родился в 1937 году в селе Караван. Член КПСС с 1961 года.
В 1956—1959 гг. — военнослужащий Советской Армии.
В 1959—1987 гг. — кузнец-штамповщик Харьковского тракторостроительного производственного объединения Министерства тракторного и сельскохозяйственного машиностроения СССР
Указом Президиума Верховного Совета СССР от 16 марта 1976 года присвоено звание Героя Социалистического Труда с вручением ордена Ленина и золотой медали «Серп и Молот».
За высокую эффективность и качество работы на основе комплексного совершенствования процессов машиностроительного производства был в составе коллектива удостоен Государственной премии СССР 1978 года.
Умер в Харькове в 2009 году.